# Países Bajos en la Copa Mundial de Fútbol de 1994
La selección de los Países Bajos fue uno de los 24 países participantes en la Copa Mundial de Fútbol de 1994 realizada en los Estados Unidos.
Holanda fue emparejada en el Grupo F, junto con Bélgica, Arabia Saudita y Marruecos.
En su partido inaugural lograron una sufrida victoria sobre los saudíes en un 2:1, luego, cayeron 0:1 ante Bélgica. Luego se aseguró su clasificación al derrotar por 2:1 a los africanos.
En octavos de final, los Países Bajos lograron derrotar fácilmente por 2:0 a Irlanda. En los cuartos de final, se enfrentaron a Brasil, en un partido intenso. Holanda trató de derrotar a Brasil, pero Brasil fue algo más superior que los holandeses, y el eventual campeón eliminó a los Países Bajos al sobrepasarlos por 2:3.

## Clasificación

### Grupo 2
| Pos. | Equipo       | Pts. | PJ | G | E | P | GF | GC | Dif. | Clasificación |     | NOR | NED | ENG | POL | TUR | SMR  |
| ---- | ------------ | ---- | -- | - | - | - | -- | -- | ---- | ------------- | --- | --- | --- | --- | --- | --- | ---- |
| 1    | Noruega      | 23   | 10 | 7 | 2 | 1 | 25 | 5  | +20  | Clasificado   |     | —   | 2–1 | 2–0 | 1–0 | 3–1 | 10–0 |
| 2    | Países Bajos | 21   | 10 | 6 | 3 | 1 | 29 | 9  | +20  | Clasificado   |     | 0–0 | —   | 2–0 | 2–2 | 3–1 | 6–0  |
| 3    | Inglaterra   | 18   | 10 | 5 | 3 | 2 | 26 | 9  | +17  |               |     | 1–1 | 2–2 | —   | 3–0 | 4–0 | 6–0  |
| 4    | Polonia      | 11   | 10 | 3 | 2 | 5 | 10 | 15 | −5   |               | 0–3 | 1–3 | 1–1 | —   | 1–0 | 1–0 |      |
| 5    | Turquía      | 10   | 10 | 3 | 1 | 6 | 11 | 19 | −8   |               | 2–1 | 1–3 | 0–2 | 2–1 | —   | 4–1 |      |
| 6    | San Marino   | 1    | 10 | 0 | 1 | 9 | 2  | 46 | −44  |               | 0–2 | 0–7 | 1–7 | 0–3 | 0–0 | —   |      |

 Fuente: 

## Jugadores

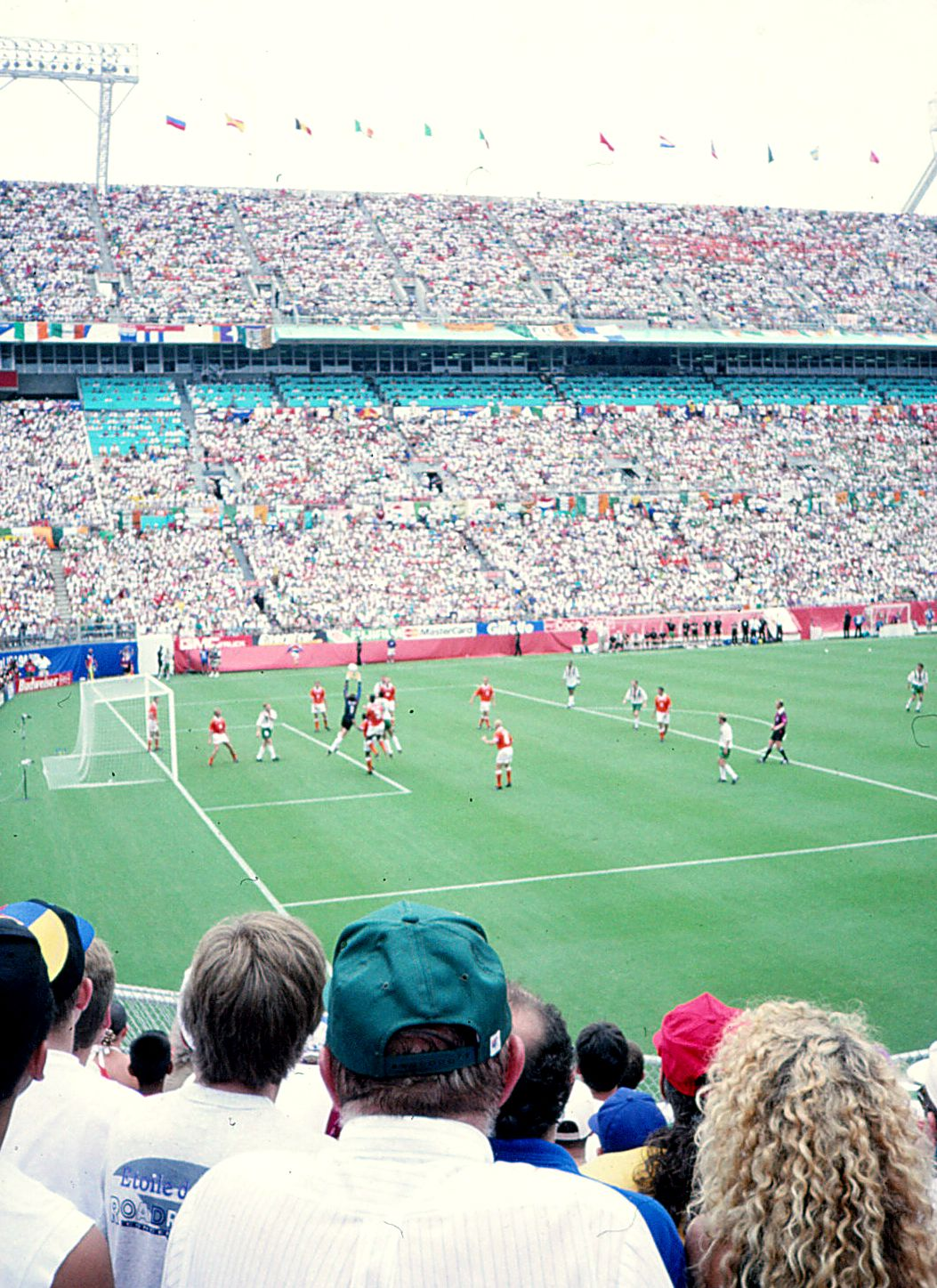
Irlanda an te Países Bajos en los Octavos de final de Estados Unidos 1994.

| #  | Nombre            | Posición      | Club               |
| -- | ----------------- | ------------- | ------------------ |
| 1  | Ed de Goey        | Portero       | Feyenoord          |
| 2  | Frank de Boer     | Defensa       | Ajax Ámsterdam     |
| 3  | Frank Rijkaard    | Mediocampista | Ajax Ámsterdam     |
| 4  | Ronald Koeman     | Defensa       | FC Barcelona       |
| 5  | Rob Witschge      | Mediocampista | Feyenoord          |
| 6  | Jan Wouters       | Mediocampista | PSV Eindhoven      |
| 7  | Marc Overmars     | Delantero     | Ajax Ámsterdam     |
| 8  | Wim Jonk          | Mediocampista | Inter de Milán     |
| 9  | Ronald de Boer    | Mediocampista | Ajax Ámsterdam     |
| 10 | Dennis Bergkamp   | Delantero     | Inter de Milán     |
| 11 | Bryan Roy         | Delantero     | US Foggia          |
| 12 | John Bosman       | Delantero     | RSC Anderlecht     |
| 13 | Edwin van der Sar | Portero       | Ajax Ámsterdam     |
| 14 | Ulrich van Gobbel | Defensa       | Feyenoord          |
| 15 | Danny Blind       | Defensa       | Ajax Ámsterdam     |
| 16 | Arthur Numan      | Defensa       | PSV Eindhoven      |
| 17 | Gaston Taument    | Delantero     | Feyenoord          |
| 18 | Stan Valckx       | Defensa       | Sporting de Lisboa |
| 19 | Peter van Vossen  | Delantero     | Ajax Ámsterdam     |
| 20 | Aron Winter       | Mediocampista | SS Lazio           |
| 21 | John de Wolf      | Defensa       | Feyenoord          |
| 22 | Theo Snelders     | Portero       | Aberdeen           |
| DT | Dick Advocaat     |               |                    |

## Resultados

### Grupo F
| Pos. | Equipo         | Pts. | PJ | G | E | P | GF | GC | Dif. | Clasificación    |
| ---- | -------------- | ---- | -- | - | - | - | -- | -- | ---- | ---------------- |
| 1    | Países Bajos   | 6    | 3  | 2 | 0 | 1 | 4  | 3  | +1   | Octavos de Final |
| 2    | Arabia Saudita | 6    | 3  | 2 | 0 | 1 | 4  | 3  | +1   | Octavos de Final |
| 3    | Bélgica        | 6    | 3  | 2 | 0 | 1 | 2  | 1  | +1   | Octavos de Final |
| 4    | Marruecos      | 0    | 3  | 0 | 0 | 3 | 2  | 5  | −3   |                  |

 Fuente: FIFA
| 20-6-1994 19:30 EDT | Países Bajos           | 2–1     | Arabia Saudita | RFK Stadium, Washington                                      |                                                              |
|                     | Jonk 50' · Taument 86' | Reporte | Amin 18'       | Asistencia: 50,535 espectadores Árbitro(s): Manuel Díaz Vega | Asistencia: 50,535 espectadores Árbitro(s): Manuel Díaz Vega |

| 25-6-1994 12:30 EDT | Bélgica    | 1–0     | Países Bajos | Citrus Bowl, Orlando                                         |                                                              |
|                     | Albert 65' | Reporte |              | Asistencia: 62,387 espectadores Árbitro(s): Renato Marsiglia | Asistencia: 62,387 espectadores Árbitro(s): Renato Marsiglia |

| 29-6-1994 12:30 EDT | Marruecos | 1–2     | Países Bajos           | Citrus Bowl, Orlando                                               |                                                                    |
|                     | Nader 47' | Reporte | Bergkamp 43' · Roy 77' | Asistencia: 60,578 espectadores Árbitro(s): Alberto Tejada Noriega | Asistencia: 60,578 espectadores Árbitro(s): Alberto Tejada Noriega |

### Octavos de final
| 4-7-1994 12:00 | Países Bajos            | 2–0     | Irlanda | Citrus Bowl, Orlando                                        |                                                             |
|                | Bergkamp 11' · Jonk 41' | Reporte |         | Asistencia: 61,355 espectadores Árbitro(s): Peter Mikkelsen | Asistencia: 61,355 espectadores Árbitro(s): Peter Mikkelsen |

### Cuartos de final
| 9-7-1994 14:30 | Países Bajos              | 2–3     | Brasil                                | Cotton Bowl, Dallas                                         |                                                             |
|                | Bergkamp 64' · Winter 76' | Reporte | Romário 53' · Bebeto 63' · Branco 81' | Asistencia: 63,500 espectadores Árbitro(s): Rodrigo Badilla | Asistencia: 63,500 espectadores Árbitro(s): Rodrigo Badilla |